# 豊通ヴィーテクス
豊通ヴィーテクス株式会社（英:  Toyotsu Vehitecs Co.,Ltd ）は、三重県員弁郡東員町大木1984-2に本社を置く、豊田通商グループの企業。自動車用繊維製品（シートベルト、エアバッグ）･衣料品の製造･販売を手掛けている。

## 沿革
- 1961年（昭和36年）4月 - 豊田通商とアイシン精機（現・アイシン）の合弁会社として東和繊維工業株式会社設立。資本金1,000万円[3]。
- 1963年（昭和38年）5月 - 豊田通商の出資比率が80%になる[3]。
- 1965年（昭和40年）4月 - トヨタ系ディーラー向けユニフォームの生産を開始[3]。
- 1968年（昭和43年）9月 - 自動車用シートベルト生産開始[3]。
- 1970年（昭和45年）6月 - 資本金を3,000万円に増資[3]。
- 1973年（昭和48年）6月 - シートカバーの生産を開始[3]。
- 1977年（昭和52年）12月 - 資本金を5,000万円に増資[3]。
- 1980年（昭和55年）5月 - フロアマットの生産開始[3]。
- 1982年（昭和57年）4月 - トヨタ系海外ディーラー向けユニフォームの生産を開始[3]。
- 1992年（平成4年）10月 - 本社を現在地へ移転[3]。
- 2000年（平成12年）10月 - 自動車用エアバッグの生産開始[3]。
- 2003年（平成15年）10月 - 豊田通商との合弁により平湖東和汽車部件有限公司を設立（出資比率45%）[3]。
- 2007年（平成19年）10月 - 商号を 豊通ヴィーテクス株式会社に変更[3]。
- 2010年（平成22年）4月 - 豊田通商との合弁により豊通ヴィーテクスベトナムを設立（出資比率60%）[3]。
- 2013年（平成25年）3月 - 豊田通商の完全子会社となる[3]。
- 2019年（平成31年）4月 - 豊通ヴィーテクスベトナムがToyotsu Safety & Automotive Components (Vietnam) Co.,LTDに社名変更[3]。

## 活動拠点
- 本社: 〒511-0244 三重県員弁郡東員町大木1984-2
- 名古屋営業所: 〒450-0002 愛知県名古屋市中村区名駅4-9-8 センチュリー豊田ビル
- 東京営業所: 〒108-8208 東京都港区港南2-3-13 品川フロントビル
- つくば開発センター: 〒315-0056 茨城県かすみがうら市上稲吉1772-7

この他にベトナム、中国、インドなど海外にも拠点を構えている。

## 事業
- 自動車用繊維製品の製造・販売
- 衣料品の製造･販売
- 倉庫･物流サービス